# São João da Ponte
São João da Ponte é um município brasileiro do estado de Minas Gerais. Sua população recenseada em 2022 era de 23 930 habitantes.

## História
São João da Ponte, antigo distrito criado em 1884/1891 e subordinado à vila de Vila de Santana de Contendas (hoje Brasília de Minas), foi elevado à categoria de município pelo decreto-lei estadual nº 1058, de 31 de dezembro de 1943.

## Geografia

### Municípios limítrofes
| Norte: Ibiracatu, Varzelândia e Verdelândia | Oeste: Lontra e Japonvar | Leste: Janaúba e Capitão Enéas | Sul: Patis e Montes Claros |

### Clima
O clima da região é tropical com estação seca (classificação climática de Köppen-Geiger: Aw).

## Política
O atual prefeito é Fabio Luiz Fernandes Cordeiro, do Avante.

### Operação Sertão Veredas
A Operação Sertão Veredas, da Polícia Federal, executou mandato de prisão, em maio de 2014, para o ex-prefeito Fábio Luiz Fernandes Cordeiro, do PTB, por fazer parte de uma organização criminosa que teria desviado recursos públicos do município mediante fraudes em processos licitatórios. O ex-prefeito comandou o município de 2005 a 2012, estando envolvido em outros processos, foi condenado a doze anos de prisão.

## Economia
Esta cidade tem sua economia fundamentada quase toda na agricultura e pecuária, principalmente o plantio de milho, feijão, cana-de-açúcar e a produção de carvão-vegetal.